# Dinesen
Dinesen-familien er en kendt dansk slægt af officerer, godsejere og forfattere, der stammer fra Hagested Sogn ved Holbæk. 

## Slægtstræ
|                                         |                                         |                                         |                                         |                                         |                                         |  |  |                                   |                                   |                                   |                                   |                                   |                                   |  |  | A.W. Dinesen 1807-1876            | A.W. Dinesen 1807-1876            | A.W. Dinesen 1807-1876            | A.W. Dinesen 1807-1876            | A.W. Dinesen 1807-1876            | A.W. Dinesen 1807-1876            |  |  | se Westenholz (slægt)                    | se Westenholz (slægt)                    | se Westenholz (slægt)                    | se Westenholz (slægt)                    | se Westenholz (slægt)                    | se Westenholz (slægt)                    |  |  |                          |                          |                          |                          |                          |                          |  |  |                          |                          |                          |                          |                          |                          |  |  |
|                                         |                                         |                                         |                                         |                                         |                                         |  |  |                                   |                                   |                                   |                                   |                                   |                                   |  |  | A.W. Dinesen 1807-1876            | A.W. Dinesen 1807-1876            | A.W. Dinesen 1807-1876            | A.W. Dinesen 1807-1876            | A.W. Dinesen 1807-1876            | A.W. Dinesen 1807-1876            |  |  | se Westenholz (slægt)                    | se Westenholz (slægt)                    | se Westenholz (slægt)                    | se Westenholz (slægt)                    | se Westenholz (slægt)                    | se Westenholz (slægt)                    |  |  |                          |                          |                          |                          |                          |                          |  |  |                          |                          |                          |                          |                          |                          |  |  |
|                                         |                                         |                                         |                                         |                                         |                                         |  |  |                                   |                                   |                                   |                                   |                                   |                                   |  |  | Wilhelm Dinesen 1845-1895         | Wilhelm Dinesen 1845-1895         | Wilhelm Dinesen 1845-1895         | Wilhelm Dinesen 1845-1895         | Wilhelm Dinesen 1845-1895         | Wilhelm Dinesen 1845-1895         |  |  | Ingeborg Dinesen f. Westenholz 1856-1939 | Ingeborg Dinesen f. Westenholz 1856-1939 | Ingeborg Dinesen f. Westenholz 1856-1939 | Ingeborg Dinesen f. Westenholz 1856-1939 | Ingeborg Dinesen f. Westenholz 1856-1939 | Ingeborg Dinesen f. Westenholz 1856-1939 |  |  |                          |                          |                          |                          |                          |                          |  |  |                          |                          |                          |                          |                          |                          |  |  |
|                                         |                                         |                                         |                                         |                                         |                                         |  |  |                                   |                                   |                                   |                                   |                                   |                                   |  |  | Wilhelm Dinesen 1845-1895         | Wilhelm Dinesen 1845-1895         | Wilhelm Dinesen 1845-1895         | Wilhelm Dinesen 1845-1895         | Wilhelm Dinesen 1845-1895         | Wilhelm Dinesen 1845-1895         |  |  | Ingeborg Dinesen f. Westenholz 1856-1939 | Ingeborg Dinesen f. Westenholz 1856-1939 | Ingeborg Dinesen f. Westenholz 1856-1939 | Ingeborg Dinesen f. Westenholz 1856-1939 | Ingeborg Dinesen f. Westenholz 1856-1939 | Ingeborg Dinesen f. Westenholz 1856-1939 |  |  |                          |                          |                          |                          |                          |                          |  |  |                          |                          |                          |                          |                          |                          |  |  |
|                                         |                                         |                                         |                                         |                                         |                                         |  |  |                                   |                                   |                                   |                                   |                                   |                                   |  |  |                                   |                                   |                                   |                                   |                                   |                                   |  |  |                                          |                                          |                                          |                                          |                                          |                                          |  |  |                          |                          |                          |                          |                          |                          |  |  |                          |                          |                          |                          |                          |                          |  |  |
|                                         |                                         |                                         |                                         |                                         |                                         |  |  |                                   |                                   |                                   |                                   |                                   |                                   |  |  |                                   |                                   |                                   |                                   |                                   |                                   |  |  |                                          |                                          |                                          |                                          |                                          |                                          |  |  |                          |                          |                          |                          |                          |                          |  |  |                          |                          |                          |                          |                          |                          |  |  |
| Inger de Neergaard f. Dinesen 1883-1922 | Inger de Neergaard f. Dinesen 1883-1922 | Inger de Neergaard f. Dinesen 1883-1922 | Inger de Neergaard f. Dinesen 1883-1922 | Inger de Neergaard f. Dinesen 1883-1922 | Inger de Neergaard f. Dinesen 1883-1922 |  |  | Bror von Blixen-Finecke 1886-1946 | Bror von Blixen-Finecke 1886-1946 | Bror von Blixen-Finecke 1886-1946 | Bror von Blixen-Finecke 1886-1946 | Bror von Blixen-Finecke 1886-1946 | Bror von Blixen-Finecke 1886-1946 |  |  | Karen Blixen f. Dinesen 1885-1962 | Karen Blixen f. Dinesen 1885-1962 | Karen Blixen f. Dinesen 1885-1962 | Karen Blixen f. Dinesen 1885-1962 | Karen Blixen f. Dinesen 1885-1962 | Karen Blixen f. Dinesen 1885-1962 |  |  | Ellen Dahl f. Dinesen 1886-1959          | Ellen Dahl f. Dinesen 1886-1959          | Ellen Dahl f. Dinesen 1886-1959          | Ellen Dahl f. Dinesen 1886-1959          | Ellen Dahl f. Dinesen 1886-1959          | Ellen Dahl f. Dinesen 1886-1959          |  |  | Thomas Dinesen 1892-1979 | Thomas Dinesen 1892-1979 | Thomas Dinesen 1892-1979 | Thomas Dinesen 1892-1979 | Thomas Dinesen 1892-1979 | Thomas Dinesen 1892-1979 |  |  | Anders Dinesen 1894-1976 | Anders Dinesen 1894-1976 | Anders Dinesen 1894-1976 | Anders Dinesen 1894-1976 | Anders Dinesen 1894-1976 | Anders Dinesen 1894-1976 |  |  |
| Inger de Neergaard f. Dinesen 1883-1922 | Inger de Neergaard f. Dinesen 1883-1922 | Inger de Neergaard f. Dinesen 1883-1922 | Inger de Neergaard f. Dinesen 1883-1922 | Inger de Neergaard f. Dinesen 1883-1922 | Inger de Neergaard f. Dinesen 1883-1922 |  |  | Bror von Blixen-Finecke 1886-1946 | Bror von Blixen-Finecke 1886-1946 | Bror von Blixen-Finecke 1886-1946 | Bror von Blixen-Finecke 1886-1946 | Bror von Blixen-Finecke 1886-1946 | Bror von Blixen-Finecke 1886-1946 |  |  | Karen Blixen f. Dinesen 1885-1962 | Karen Blixen f. Dinesen 1885-1962 | Karen Blixen f. Dinesen 1885-1962 | Karen Blixen f. Dinesen 1885-1962 | Karen Blixen f. Dinesen 1885-1962 | Karen Blixen f. Dinesen 1885-1962 |  |  | Ellen Dahl f. Dinesen 1886-1959          | Ellen Dahl f. Dinesen 1886-1959          | Ellen Dahl f. Dinesen 1886-1959          | Ellen Dahl f. Dinesen 1886-1959          | Ellen Dahl f. Dinesen 1886-1959          | Ellen Dahl f. Dinesen 1886-1959          |  |  | Thomas Dinesen 1892-1979 | Thomas Dinesen 1892-1979 | Thomas Dinesen 1892-1979 | Thomas Dinesen 1892-1979 | Thomas Dinesen 1892-1979 | Thomas Dinesen 1892-1979 |  |  | Anders Dinesen 1894-1976 | Anders Dinesen 1894-1976 | Anders Dinesen 1894-1976 | Anders Dinesen 1894-1976 | Anders Dinesen 1894-1976 | Anders Dinesen 1894-1976 |  |  |

## Kendte medlemmer af slægten
- Adolph Wilhelm Dinesen (1807-1876), officer, kammerherre og fra 1839 ejer af herregården Katholm, søn af Jens Kraft Dinesen (1768-1827), gift med Dagmar Haffner.
- Wilhelm Dinesen (1845-1895), forfatter,[1] officer, politiker og godsejer, søn af A.W. Dinesen, købte Rungstedlund i 1879, gift 1881 med I. Dinesen.
- Ingeborg Dinesen (døbt I. Westenholz) (1856-1939), sad i Hørsholm sogneråd 1909-1917, datter af M.L. og R. Westenholz, gift 1881 med W. Dinesen, mor til bl.a. Karen Blixen og Thomas Dinesen.
- M.J.N. Dinesen (1835-1915), jægermester og godsejer.
- Agnes Knuth (døbt A. Dinesen), ejer af Katholm fra 1916, gården overgik dernæst til familien Collet.
- Wilhelm Dinesen (1865-1932), hofjægermester og godsejer.
- Wentzel Laurentzius Dinesen (1843-1916), hofjægermester, kammerherre og ejer af Katholm 1876-1916, ældste søn af A.W. Dinesen og farbror til Karen Blixen.
- Tore Dinesen (1933-2017), major og formand for Rungstedlundfondens bestyrelse fra 1968, ældste søn af T.F. Dinesen.

## Kendte medlemmer afWestenholz-slægten i Dinesen-slægten
- Regnar Westenholz (1815-1866), godsejer, etatsråd, minister og medgrundlægger af Hedeselskabet i 1866, gift med M.L. Westenholz, far til I. Dinesen, morfar til Karen Blixen.
- Mary Lucinde Westenholz (døbt M.L. Hansen[2]) (1834-1915), datter af A.N. Hansen og Eliza Grut, gift med R. Westenholz, mor til I. Dinesen, mormor til Karen Blixen.
- Mary Bess Westenholz[3] (1857-1947), forfatterinde,[4] datter af M.L. og R. Westenholz, søster til Aage Westenholz og moster til Karen Blixen.
- Aage Westenholz (1859-1935), ingeniør og medejer af Karen Coffee Company Ltd., bror til I. Dinesen, farfar til A.R. Westenholz og morbror til Karen Blixen.
- Anders Regnar Westenholz (f. 1936) psykolog (cand.psych.) og forfatter, sønnesøn af A.R. Westenholz, der var bror til I. Dinesen og morbror til Karen Blixen.

## Karen Blixen og hendes søskende
- Ellen Dahl (døbt Ellen Alvilde Dinesen[5]) (1886-1959), forfatterinde,[6] gift 1916 med godsejer og overretssagfører Knud Dahl.
- Inger de Neergaard (døbt Inger Benedicte Dinesen[7]) (1883-1922), koncertsangerinde, gift 1916 med godsejer Viggo de Neergaard.
- Karen von Blixen-Finecke (døbt Karen Christentze Dinesen[8]) (1885-1962), forfatterinde,[9] gift 1914 med Bror von Blixen-Finecke.
- Thomas Fasti Dinesen[10] (1892-1979), civilingeniør (cand.polyt.), kaptajn, forfatter, officer[11] og godsejer, gift 1926 med Jonna Dinesen (døbt J. Lindhardt).
- Anders Runsti Dinesen (1894-1976), sekondløjtnant og ejer af Lerbæk 1925-1956, medlem af Rungstedlundfondens bestyrelse fra 1958.

## Fodnoter
1. ↑  Under pseudonymet Boganis.
2. ↑  Kaldet Mamá.
3. ↑  Kaldet Moster Bess.
4. ↑  Under pseudonymet Bertel Wrads.
5. ↑  Kaldet Elle.
6. ↑  Under pseudonymet Paracelsus.
7. ↑  Kaldet Ea.
8. ↑  Kaldet Tanne og Tania.
9. ↑  Under pseudonymerne Isak Dinesen, Osceola og Pierre Andrézel.
10. ↑  Kaldet Tommy.
11. ↑  Tildelt Victoriakorset den 12. august 1918.